# Neomerinthe
Genre
Neomerinthe est un genre de poissons marins de l'ordre des scorpaéniformes.

## Liste d'espèces
Selon World Register of Marine Species (17 mars 2020) :
- Neomerinthe amplisquamiceps (Fowler, 1938)
- Neomerinthe bathyperimensis Zajonz & Klausewitz, 2002
- Neomerinthe bauchotae Poss & Duhamel, 1991
- Neomerinthe beanorum (Evermann & Marsh, 1900)
- Neomerinthe erostris (Alcock, 1896)
- Neomerinthe folgori (Postel & Roux, 1964)
- Neomerinthe hemingwayi Fowler, 1935 - espèce type
- Neomerinthe kaufmani (Herre, 1952)
- Neomerinthe megalepis (Fowler, 1938)
- Neomerinthe naevosa Motomura, Béarez & Causse, 2011
- Neomerinthe pallidimacula (Fowler, 1938)
- Neomerinthe procurva Chen, 1981
- Neomerinthe rufescens (Gilbert, 1905)

## Publication originale
- (en) Henry Weed Fowler, « Description of a new scorpaenoid fish (Neomerinthe hemingwayi) from off New Jersey », Proceedings of the Academy of Natural Sciences of Philadelphia, vol. 87,‎ 23 avril 1935, p. 41-43 (lire en ligne, consulté le 17 mars 2020).